# 16K
El terme 16K −també conegut per 8640p, 16K UHD, 16K Ultra HD, 16K Ultra High Definition, Quad Ultra HD, Quad UHD, 16K QUHD, 16K Quad Ultra High Definition o UHDTV-3− es refereix a una resolució de pantalla que té 15360 píxels horitzontals per 8640 píxels verticals, és a dir, un total de 132,7 megapíxels. Té quatre vegades més píxels que una resolució de 8K, 16 vegades més píxels que una resolució 4K i 64 vegades més píxels que una resolució de 1080p.
Actualment, les resolucions 16K es poden executar en configuracions de diversos monitors amb AMD Eyefinity o NVIDIA Surround.

## Història
El març de 2016, l'empresa AMD va anunciar l'objectiu de la creació d'un equip de desenvolupament de programari anomenat LiquidVR. Aquest, que consistiria en unes ulleres de realitat virtual aparentment semblants a les que han estat desenvolupades fins ara, teòricament compta amb una resolució de 16K per a cada ull i unes freqüències aproximades de 144 Hz, tot amb una latència virtualment inexistent. Aquest projecte ha resultat, des del seu anunci, certament ambiciós: fins aquest moment no s'havia parlat d'una resolució de tal magnitud, i l'arribada d'aquesta semblava veritablement llunyana.
El juliol del mateix any, AMD va anunciar que ja estava treballant en la creació de targetes gràfiques que poguessin suportar aquesta resolució. Raja Koduri, cap i representant de Radeon Technologies Group (empresa molt vinculada a l'activitat d'AMD), va fer-ne unes declaracions al respecte. Segons l'executiu en cap de la companyia, tan sols amb l'assoliment d'una resolució de 16K i unes freqüències equivalents a 240 Hz seria possible aconseguir "una veritable immersió, tan real que no seria possible distingir-ne les diferències amb el món real". A més, va afegir que, per tal d'arribar a aquest objectiu, seria necessària la superació de la llei de Moore i la realització de nombroses innovacions i altres avenços rompedors.
Des de llavors, no es va tornar a sentir parlar de l'ambiciós fenomen del 16K fins que dos anys després, l'agost de 2018, l'empresa Innolux va presentar alguns dels seus nous productes a l'edició celebrada el mateix any del Touch Taiwan Display International. Entre els diferents articles tecnològics que va presentar, hi havia la primera pantalla de resolució 16K8K  S-UHD i dimensions de 100 polzades que s'havia exhibit fins al moment. Aquesta, que combinava la mida i l'alta resolució per proporcionar a l'espectador el màxim realisme possible pel que fa a les imatges, va destacar ràpidament per característiques com l'altra brillantor, un ample angle de visió, una extensa gamma de colors i la nitidesa de les imatges, així com la sensació estereoscòpica en visionar-les.
Tan sols un any després, l'octubre de 2019, va presentar la que molts mitjans especialitzats en tecnologia a nivell internacional anomenarien "la més rompedora pantalla mai presentada". Aquesta, d'una resolució equivalent a 16K, presenta unes dimensions de 19,2 metres per 5,4 (tal com va indicar la BBC, més llarga que un autobús mitjanament gran). La pantalla fou exhibida per primer cop al NAB Show del 2019, celebrat a Las Vegas, on David Mercer, de Strategy Analytics, va afirmar el següent: "Ara mateix, a finals de la dècada, a gent encara no ha superat la qualitat 8K i tampoc se sap quan succeirà, per la qual cosa s'ha de dir que la resolució 16K, de moment, quedarà limitada a l'àmbit corporatiu". Així doncs, es va afirmar que els primers productes amb aquesta resolució no arribarien als consumidors fins unes dècades després; cal afegir, per tant, que aquesta pantalla havia estat desenvolupada per al grup de cosmètics japonès Shiseido, amb central a la ciutat de Yokohama, al sud de Tokio.

## Possibles resolucions
| Possibles resolucions derivades de 16K |                   |            |
| Resolució                              | Relació d'aspecte | Megapíxels |
| 15360 x 4320                           | 3.5:1 (32:9)      | 66.4       |
| 15360 × 6400                           | 2.4:1 (24:10)     | 98.304     |
| 15360 × 6480                           | 2.37 (64:27)      | 99.5       |
| 15360 × 7680                           | 2:1 (18:9)        | 118        |
| 15360 × 8640                           | 1.7:1 (16:9)      | 132.7      |
| 15360 × 9600                           | 1.6:1 (16:10)     | 147.5      |
| 16200 x 4500p                          | 3.6 (36:10)       | 72.9       |
| 16200 x 6750p                          | 2.4:1 (24:10)     | 109.4      |
| 16200 x 10125                          | 1.6:1 (16:10)     | 164        |
| 16384 × 8192                           | 2:1 (18:9)        | 134.217728 |
| 16384 × 10240                          | 1.6:1 (16:10)     | 167.77216  |
| 16384 x 16384                          | 1.0:1 (1:1)       | 268.4      |
| 16640 x 4680                           | 3.5:1 (32:9)      | 77.9       |
| 16640 × 7020                           | 2.37 (64:27)      | 116.8      |